# Northrop YC-125 Raider
Le Northrop YC-125 Raider est un avion de transport américain à décollage et atterrissage court, développé dans les années 1940. Il est utilisé par l'USAF entre 1950 et 1955.

## Historique
La première conception civile de Northrop fut un trimoteur ADAC de transport de passagers ou de fret, le Northrop N-23 Pioneer. Le Pioneer pouvait emporter 5 tonnes de fret ou 36 passagers. Il effectua son premier vol le 21 décembre 1946. L'avion avait une bonne performance, mais présentait peu d'intérêt en raison de la disponibilité des avions militaires en surplus peu cher. Le Pioneer a été perdu dans un accident mortel en 1947. En 1948, l'United States Air Force exprima son intérêt dans un avion de même configuration et a placé une commande de 23 avions à Northrop, 13 transports de troupes désignés Raider C-125A et 10 pour sauvetage dans l'Arctique désignés le C-125B. Sous la référence de la société, N-32 Raider, le premier avion a volé le 1er août 1949.
L'avion était propulsé par trois moteurs en étoile Wright R-1820-1899 Cyclone de 1200 ch. L'avion pourrait aussi être équipé avec des fusées JATO lui permettant de décoller en moins de 152 m. Les transports de troupes ont été 13 désigné YC-125A et la version de sauvetage Arctique YC-125B.
L'entreprise canadienne Canadair fut pressentie pour la construction du N-23 sous licence, mais cela n'a pas eu de suite.

## Histoire opérationnelle
Les livraisons de l'YC-125 à l'US Air Force ont commencé en 1950. Les avions n'ont pas servi tant ils manquaient de puissance et ils ont été envoyés à Sheppard Air Force Base, au Texas, et relégué à être des formateurs d'instruction au sol jusqu'à ce que leur retrait en 1955 et réformés.
La plupart des appareils réformés ont été achetés par Frank Ambrose et vendus à des opérateurs de brousse au Sud et l'Amérique centrale.

## Versions

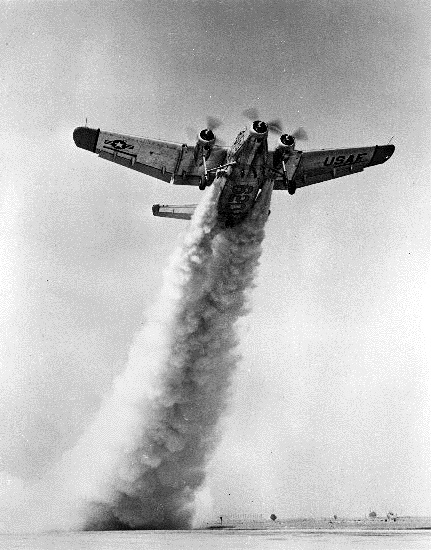
Un YC-125 effectuant un décollage avec JATO

- N-23 Pioneer : Prototype trimoteur STOL de transport, un construit.
- N-32 Raider : Désignation de la société de la version militaire du N-23.
- YC-125A Raider : N-32 avec des sièges pour trente soldats, treize construits (série 48-628/640).
- YC-125B Raider : Version sauvetage dans l'Arctique du N-32 avec une vingtaine de civières et train d'atterrissage sur ski. Dix construits (série 48-618/627).

## Appareils préservés

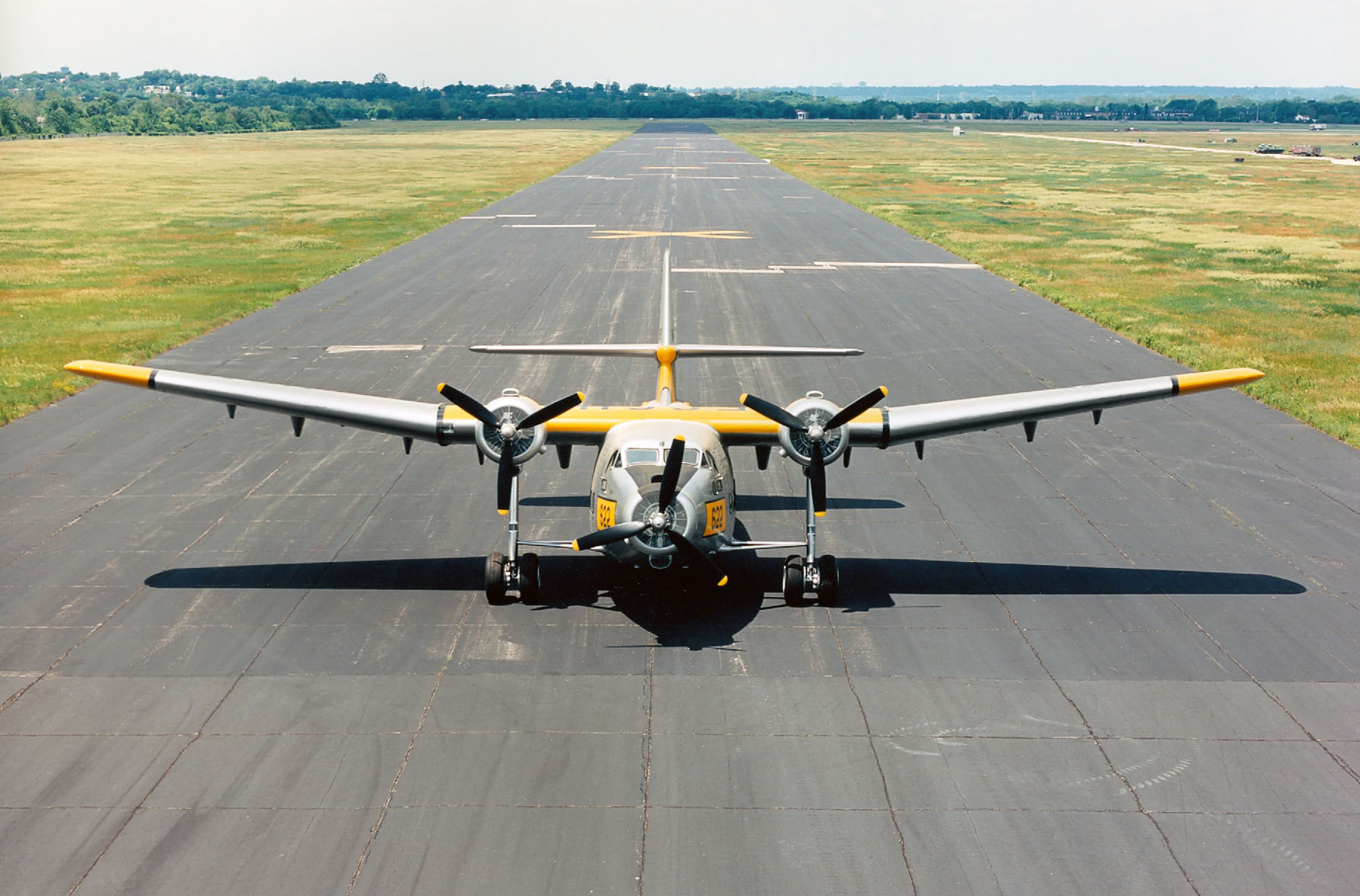
YC-125B

- YC-125A (XB-GEY, ex 48-636) est exposé au Pima Air and Space Museum de Tucson en Arizona.
- YC-125B (série 48-626, peint comme le 48-622) est exposée au National Museum of the United States Air Force à Dayton, Ohio